# Aimable
Aimable Pluchard, conocido artísticamente como Aimable (Trith-Saint-Léger, 10 de mayo de 1922-Villemoisson-sur-Orge, 31 de octubre de 1997), fue un célebre y prolífico acordeonista francés, celebrado principalmente por su estilo ligero y vibrante y su habilidad para interpretar todo tipo de canciones.

## Biografía
Aimable Pluchard nació en un pueblo del norte de Francia, Trith-Saint-Léger, el 10 de mayo de 1922. Su padre, Louis Pluchard, minero, encantado con la vocación musical de su hijo, le animó a entrar, a la edad de 7 años, en la banda del pueblo como trompetista. Pero sus labios, demasiado frágiles, le obligaron a probar con el saxofón soprano. Pronto su profesor descubrió su excepcional talento musical.
Un maestro, juzgando de oído, le introduce en el acordeón, pegando sellos postales de diferentes colores en las teclas. Después de un año de estudio, otro profesor, Larchange, toma las riendas de su formación. El método de enseñanza de Larchange dará resultados que no tardarán en hacerse notar. A los 11 años, acompañado por su padre a la batería, tiene lugar su debut, en una brasserie.
El día de su 18 cumpleaños, el 10 de mayo de 1940, los alemanes invadieron Bélgica. Aimable huyó a París en bicicleta, con una maleta, su acordeón y el coraje de sus 18 años. Al llegar a la capital, compartió habitación con dos estudiantes de la Escuela de Artes y Oficios. Gracias a su optimismo, apoyó a un joven acordeonista angustiada y desconocido. Para sobrevivir, se buscará la vida en la escalinata del Sagrado Corazón, en Ma Cousine, en Place du Tertre, o en Poulailler. Con la suerte del momento, encontró trabajo como barnizador de pianos, y más tarde probaría suerte en el Tonneau, en los Grands Boulevards. Por la noche, el patrón, satisfecho, le invitó a regresar al día siguiente. Este se proponía encontrar también a un segundo músico, un banjo, y más tarde necesitó un batería y un saxofón: así se formó la primera banda de Aimable.
En 1942, su popularidad le llevó al Floréal, punto de encuentro de los músicos de jazz. Conoció a artistas como Albert Nicholas, Andrew Persiani, Django Reinhardt, etc. Las improvisaciones sobre temas de Louis Armstrong, Duke Ellington, etc. le permitirán aprender rápidamente los ritmos del jazz, pero el baile musette ocupará un lugar preferente en su corazón.
Enamorado del sudeste de Asia, se alistó en 1944 en la Segunda Compañía DB. Con su acordeón, fue contratado por una orquesta de Filipinas, siendo en ella el único hombre blanco. Tocó durante cinco años en Indochina, la India, Singapur, Hong Kong, Ceilán... Al final de la guerra, de vuelta en Francia, había adquirido una sólida técnica.
En 1949, siguió el Tour de Francia, antes de convertirse en un gran viajero. América le recibe como un virtuoso. Su estilo atractivo y versátil le llevó a Egipto, Irak, las Filipinas y África. Contactado por el representante en Francia del Stade Breton, se comprometió a animar el baile anual de la asociación, en el octavo piso del Manhattan Center, acompañado por los músicos de Benny Goodman: será un éxito. El acto, presidido por Michel Legendre, cónsul de Francia en Nueva York, reunió a 6200 bretones. Más tarde animará una velada en los salones del Consulado de Francia. Participará también en el Show de Ed Sullivan. Pero lo que le marcará será su actuación en el River Boat, cabaret del Empire State Building, con el trompetista de jazz Harry James. Fue Aimable quien acompañó a Louis-Ferdinand Céline cuando canta en À nœud coulant y Le règlement, pero en rerecording.
En Francia, muchísimas de sus composiciones fueron un éxito. Sintiéndose como en casa durante las grabaciones, se le veía a menudo fumar su típico cigarro. En las grabaciones, situado entre una docena de músicos, de pie, daba una impresión de facilidad. Tenía cierto aire cómico, de bribón, estirando y empujando el fuelle de su Fratelli Crosio. Realizaba sus grabaciones en los estudios de la firma Vogue, en los que se habituó a grabar disco tras disco durante más de dieciséis años.
Su nombre figura en letras de oro entre los más grandes acordeonistas franceses. La compañía Vogue ha anunciado públicamente la cifra de 8 millones de discos vendidos. Obtuvo su consagración al ser galardonado, en 1953 y 1956, por la Académie Charles-Cros y al obtener el Grand Prix du Disque de Francia. No obstante, siguió siendo una persona sencilla y natural. Su música de baile es celebrada en toda Francia. A lo largo de su carrera, usó en total 37 acordeones, de los cuales 30 Fratelli Crosio. Entre sus músicos figuraba su gran amigo el trompetista Bertrand Dujardin.
Entre sus composiciones (su producción total supera las 400 piezas), cabe citar:
- en colaboración con Maurice Larchange: L'Italienne à Paris, Si tu veux pardonner, Madison City, Sans respirer;
- en colaboración con André Verchuren: L'Âme des accordéons, Calamar, Musette boy, Vive les Mineurs, Bidule-musette, Escapade, Quand tu reviendras;
- Un p'tit coup d'musette.

Un día recibió una carta de dos niños de 11 años que le pedían un disco para su padre ciego de acordeón duro como regalo de Navidad. La carta le conmovió y les envió un lote de discos. Con frecuencia recibía cartas con peticiones varias, a las que respondía amablemente, a menudo tirando de su propio bolsillo. La ajetreada vida de un músico profesional sobrepasó su resistencia, lo que le obligó a ir a descansar con su esposa Dany, su hija Martine y su nieta Sophie en su casa de Antibes. Desde aquí hizo frecuentes escapadas a Cannes, para disfrutar del fútbol, que le apasionaba.
Falleció el 31 de octubre de 1997 en Villemoisson-sur-Orge, en Essonne.

## Filmografía
- 1972 — Les Fous du stade (él mismo)
- 1973 — Le Grand Bazard (él mismo)